# Robert F. Wagner
Pour les articles homonymes, voir Robert Wagner et Wagner.
Robert Ferdinand Wagner (né le 8 juillet 1877 et mort le 4 mai 1953) est un sénateur démocrate représentant l'État de New York entre 1927 et 1949. Il est le père de Robert F. Wagner Jr. qui devient maire de la ville de New York et fait adopter la National Labor Relations Act, une loi prosyndicale.

## Biographie
Né en 1877 à Nastätten, dans l'ouest du royaume de Prusse, dans l'Empire allemand (aujourd'hui en Rhénanie-Palatinat), il émigre avec ses parents aux États-Unis en 1885. Il fait ses études à New York, au College of the City of New York puis à la New York Law School. Il commence sa carrière politique à l'Assemblée de l'État de New York (1905-1908), puis comme sénateur de cet État (1909-1918) dont il devient le leader. Il est également lieutenant-gouverneur de l'État par intérim entre octobre 1913 et décembre 1914.
Travaillant étroitement avec Al Smith, personnalité démocrate de la ville de New York, ils mènet à eux deux plusieurs réformes au bénéfice de la classe laborieuse. Ils bâtissent une coalition pour ces réformes réunissant syndicats, travailleurs sociaux, quelques hommes d'affaires et de nombreux activistes de la classe moyenne et d'organisations civiques à travers l'État. Wagner quitte le Sénat en 1918 et sert comme juge à la Cour suprême de l'État de New York jusqu'à son élection au Sénat des États-Unis en 1926 où il reste jusqu'en 1949.
En 1939, il est, avec la représentante républicaine du Massachusetts Edith Nourse Rogers, l'un des deux promoteurs du projet Wagner-Rogers qui tente de sauver 20 000 enfants juifs menacés par l'Allemagne nazie.
Il meurt le 4 mai 1953 à 75 ans dans la ville de New York et est inhumé au cimetière du Calvaire dans le quartier du Queens.